# Смърдеш
 Тази статия е за селото в дем Преспа, Гърция.  За планината в Северна Македония вижте Смърдеш (планина).  За селото в Теспротия вижте Кристалопиги (дем Сули).
Смъ̀рдеш (на гръцки: Κρυσταλλοπηγή, Кристалопиг̀и, до 1927 година Σμαρδέσι, Смардеси) е село в Република Гърция, дем Преспа, област Западна Македония.

## География
Селото е разположено на 51 километра югозападно от град Лерин (Флорина) и на 38 километра северозападно от Костур (Кастория) в подножието на планината Корбец (Трикларио) в областта Кореща (Корестия). Смърдеш е на три километра от гръцко-албанската граница и контролно-пропускателния пункт Смърдеш-Капещица.

## История

### В Османската империя
Според местни предания първоначално селото се е намирало в местността Селището, но след чумна епидемия било изградено на новото място. Селото се споменава в османски дефтер от 1530 година под името Исмирдеш, спахийски зиамет и тимар, с 1 хане гяури, 53 ергени гяури и 28 вдовици гяурки.
Част от населението на Смърдеш се изселва в 1791 година в Брацигово заедно със слимничани, орешчани и омотчани. От Смърдеш произлиза брациговският род Рамбови. Според австро-унгарския консул в Битоля Франц фон Кнапич през 1877 тодина 8 жители на Смердеш са убити от разбойническа банда, а други 7 за отвлечени като заложници с искане за откуп.
В края на XIX век Смърдеш е сравнително голямо българско село с незначителна гъркоманска партия, която държи местната църква. Александър Синве („Les Grecs de l’Empire Ottoman. Etude Statistique et Ethnographique“), който се основава на гръцки данни, в 1878 година пише, че в Смардеси (Smardessi) живеят 1500 гърци и българи.
В „Етнография на вилаетите Адрианопол, Монастир и Салоника“, издадена в Константинопол в 1878 година и отразяваща статистиката на населението от 1873 г., Смърдеш (Smrdesh) е показано като село в Костурска каза с 460 домакинства и 1300 жители българи.
Според статистиката на Васил Кънчов („Македония. Етнография и статистика“) в 1900 година Смърдеш има 1780 жители българи.
На Етнографската карта на Битолския вилает на Картографския институт в София от 1901 година Смърдеш е чисто българско село в Костурската каза на Корчанския санджак с 295 къщи.
В 1902 година по гръцки сведения в селото има 190 патриаршистки и 180 екзархийски семейства. През февруари 1903 година се стига до помирение между гъркоманите и останалите българи в селото (между патриаршистите и екзархистите). Дни по-късно, през март същата година всички жители на селото преминават под ведомството на Екзархията – пример, който последват и други костурски села. По данни на секретаря на екзархията Димитър Мишев („La Macédoine et sa Population Chrétienne“) в 1905 година в селото има 2360 българи екзархисти.
След 1900 година жителите на селото, заедно с тези на село Дъмбени играят водеща роля в борбите на ВМОРО. На 8 срещу 9 май 1903 година редовна турска войска напада селото. Причина за това е, че преди повече от месец в селото е укривана четата на Борис Сарафов. 87 жители (45 мъже, 36 жени и 6 деца) са убити, 300 къщи са изгорени, заедно с 2 училища и 19 дюкяна. 50 души са ранени, изнасилени са 35 жени. 1500 души остават без покрив. Османски източници сочат, че при нападението са убити 81 местни жители, изгорени са 184 къщи, 19 дюкяни, 2 училища, един хан и един хамбар и признават, че са извършени грабежи.
През 1903 година учителка в селото е Виктория Михайлова от Прилеп, която извезва знамето на косинската чета. По време на Илинденско-Преображенското въстание селото отново е ограбено, мнозина негови жители са избити, а на други са отрязани ушите. Както си спомня местен жител,
| „ | ту̀рците го изгорѐе, го изгорѐе два пъ̀та за̀шчо сѐлото бѐше комѝцко, булга̀рцко. Отта̀мо има̀ше мно̀го войво̀ди - Ва̀сил Чекала̀ров, Па̀ндо Кля̀шев и дру̀ги има̀ше... Има̀ше мно̀го отепа̀ни, нат сто ду̀ши. | “ |

Бѣше 9. май, петъченъ день, когато имахме събрание въ училището. Извѣстихме се, че войска идѣла отъ къмъ Косинецъ и то не малко, а цѣлъ табуръ отъ 500 души. Кога доближи селото, тая войска се раздѣли на двѣ и залови всички селски пѫтища. Въ селото ни имаше петима четници, които зеха пѫтя къмъ планината. Войскитѣ, които бѣха наблизо, отправиха имъ нѣколко залпове, но безъ да подозиратъ, че тѣ бѣха четници. Другата войска, която бѣше на другата страна, като чу гърмежи, почна да пушка вѫтрѣ въ селото. Топовнитѣ гърмежи повече ни изплашиха. Не знаехме, защо се прави това и никакъ не мислѣхме, че работата е зела такъвъ край, щото ние да загинемъ. Една часть отъ населението се спусна да бѣга къмъ Брѣзница, а войскитѣ зеха да стрѣлятъ слѣдъ него. Тъмно стана, а бомбардировката се продължи прѣзъ цѣлата нощь. На другия день рано още войскитѣ отъ всички страни съ залпове се втурнаха въ селото. Нѣколко селяни тръгнаха да излизатъ и намѣрятъ бинбашията, та да го запитатъ и помолятъ, защо се прави това на нашето село. Но войскитѣ почнаха да стрѣлягъ върху тѣхъ. Огънь се показа въ една кжща. Слѣдъ това въ друга и трета. Това все панически страхъ у населението. Като луди тичахме на горѣ на долѣ. Ето и безчеловѣчнитѣ прешовци се показаха. Тѣ пушкаха и влизаха отъ кѫща въ кѫща. Писъци, отчаянни гласове, хълцания, размѣеени съ дивиятъ ревъ на арнаутитѣ, пушечнитѣ гърмежи и пожарьтъ , който бѣ обхваналъ цѣлото село — всичко това бѣ нѣщо страшно, нѣщо адско, което и до сега не можемъ да си обяснимъ защо е станало. Съ кървави сѣкири и щикове солдатшѣ излизаха отъ една кѫща, подпалваха я и влизаха въ съсѣдната, разсичаха, каквото живо срѣщнѣха, ограбваха я и я подпалваха. Селото горѣше. Всички живи жени, дѣца и мѫже се намѣрихме подъ селото, заобиколени отъ солдати, които се прицѣлваха на насъ. Мислѣхме си, че и нашитѣ минати сѫ причетени. Но сега вече не ни бѣше страхъ. Слѣдъ ужаситѣ, които видѣхме въ селото, нашата смърть щѣше да бѫде несравнено по-лека. Само писъцитѣ на дѣцата не прѣставаха. Бинбашията се готвѣше да ни разпитва за нѣщо, когато по пѫтя отъ къмъ Брѣзница се забѣлѣза силно да прѣпуска едно военно лице съ нѣколко жандарми. Офицеринътъ съ запъхтѣлъ конь стигна поляната, дѣто ние щѣхме да загинемъ, слѣзе отЪ коня и дръпна на страна бинбашията. Писмо ли му подаде, нѣщо ли му продума, ние не видѣхме, но знаемъ само, че веднага слѣдъ това борията засвири и всички солдати напуснаха селото, събраха се на ливадата подъ него и си заминаха къмъ Биглища. Това бѣше около 4 часътъ по турски. Скоро слѣдъ отеглюването на войскитѣ дотътри се въ селото башибозукъ отъ Биглища Капещица, Видово, Шакъ и др. Тѣ ограбиха още единъ пѫть здравитѣ кѫщи и ни откараха всичкия добитъкъ. По пѫтя за Биглища прѣсрѣщналъ ги жандармерийския бинбашия Мухтаръ ага, който идѣлъ отъ Корча, отнелъ имъ добитъка и слѣдъ нѣколко часа ни го възвърна. Само 100 глави едъръ добитъкъ и 300 овце и кози не можаха да се намѣрятъ. До вечерьта населението се завърна. Тогава още не можахме да узнаемъ колко души станаха жертва на кръвожадностьта на арнаутитѣ. На другия день тръгнахме отъ една кѫща въ друта и открихме 35 изгорени трупове, между които 5-тѣ бѣха женски. Повечето отъ мѫжетѣ бѣха убити съ куршуми, а почти всички жени заклани съ сѣкири и промушени съ щикове. А всички загинали тоя день бѣха 94 души, отъ тѣхъ 35 жени 2 момичета. Пристѫпихме къмъ погребавание на убититѣ и колчимъ видимъ 9 4-тѣ нови гробища край селото, като че ли ужастната сцена се възпроизвежда прѣдъ очитѣ ни. Отъ тогава нѣкои селяни направиха си колиби, а другитѣ живѣятъ въ 68-тѣ останали здрави кѫщи. Всичкитѣ кѫщи въ нашето село бѣха 280. Идваха слѣдъ това въ селото ни разни комисии, разпитваха ни за всичко, на нѣколко пѫти записваха имената на убититѣ, но отъ всичко това нищо не произлѣзе. Отъ послѣ се научихме, че бинбашията ужъ билъ даденъ подъ съдъ, но скоро възстанието избухна и той билъ изпратенъ да го потушва въ Леринско... Смърдешь... ако и съсипано, пакъ взе живо участие въ възстанието. То даде 100 добрѣ въоръжени четници. До 25 августъ никакви войски не ни нападнаха. Но тоя денъ отъ къмъ Габрешъ пристигна многобройна войска, влѣзе въ селото и го ограби . Населението забѣгна въ Въмбелскитѣ планини. Ограбиха ни се 105 волове, 72 крави, 69 телета, 69 мѫски и 20 осли. Отъ тогава и до сега дохаждали сѫ много пъти войски, но минаватъ и си замйнаватъ, като
ни порѫчватъ да не прибираме въ селото лоши за царството хора.
През ноември 1903 година българският владика Григорий Пелагонийски, придружаван от Наум Темчев и Търпо Поповски, пристигат в Смърдеш и раздават помощи на пострадалото при потушаването на Илинденското въстание население. Посрещнати са от цялото селото. Темчев пише:
| „ | Колкото повече доближавахме селото, толкова по ясно взе да ни става, че бѣлитѣ камъни прѣдставляваха купища отъ разваленитѣ и изгорени кѫщи. А бѣли бѣха тѣ, защото селото отдавна бѣ изгорено, пръстьта отнесена отъ дъжда, а камънитѣ добрѣ омити. Камбаната биеше. Селянитѣ на купове бѣха излѣзли да посрѣщнатъ дѣдо владика. Най-напрѣдъ бѣха наредени ученицитѣ съ учителката. И по срѣдъ тия купища отъ развалини, и слѣдъ такъва една ужасна катастрофа, и небивала човѣшка касапница, станала въ това нещастно село, ученицитѣ започнаха и селянитѣ около тѣхъ подзеха и въ честь на дѣдо владика съ гръмливъ гласъ изпѣха: До кога братия мили българи, / До кога гърцитѣ ще тъпчатъ / Чрѣзъ своето фенерско духовенство / Милото наше отечество... Всрѣдъ селото, на Каменъ, мѫже и повече жени очакваха да видятъ българския владика и да му цѣлунатъ рѫка. Дѣдо владика благослови народа и потегли по пѫтя край черквата. Тя бѣ изгорена. Бѣлитѣ и широки каменни стѣни показваха, че черквата бѣ много солидно здание. Прѣдъ черквата стърчеха стѣнитѣ на изгореното училище. | “ |

През 1903 година в къщата на смърдешкия жител Ильо Истанин Лаки Поповски създава нелегална леярница и склад за бомби, преместена след опожаряването на селото в Дъмбени.
След 1903 година се засилва и емиграцията в САЩ, Канада и Австралия. През 1906 година в Мадисън, Илинойс преселниците от Смърдеш създават свое благотворително и просветно дружество, наречено „Пандо Кляшев“.
В първите дни на април 1908 година властта претърсва селото, като обиските са съпроводени с изтезния и насилие. Според Георги Трайчев през 1911/1912 година в Смърдеш има 209 къщи с 989 жители и функционира училище с 3 учители. Според Георги Константинов Бистрицки Смърдеш преди Балканската война има 350 български къщи.
По време на Балканската война 42 души от Смърдеш се включват като доброволци в Македоно-одринското опълчение.
В 1915 година костурчанинът учител Георги Райков пише:
| „ | 2 ч. на северозапад от с. Лабаница, в един трап на каменисто място, до шосето, което минава от гр. Лерин през с. Брезница за Албания, е разположено с. Смърдеш с 270 къщи. Населението по народност е българско и си говорят на матерния си български язик. Имаха си българска черква с български от селото свещеници, от които единият бе поп Дамо. Имаха свое училище с учители и учителки. За духовен началник признаваха българския Екзарх Йосиф I. Селото е родно място на войводите Васил Чекаларов, Пандо Кляшев, Стерьо войвода и четника Пандо Костадинов. | “ |

На етническата карта на Костурското братство в София от 1940 година, към 1912 година Смърдешъ е обозначено като българско селище.

### В Гърция
През Балканската война селото е окупирано от гръцки части и остава в Гърция след Междусъюзническата война. По време на Първата световна война 13 жители на Смърдеш са доброволци в Партизанската рота, командвана от поручик Никола Лефтеров.
| 1.  | Иван Стаматов Раков        | младши подофицер | 27 | 15 ноември 1916 г. |                              |
| 2.  | С. Иванов Поповски         | редник           | 28 | 15 ноември 1916    |                              |
| 3.  | Ан. Николов П. Киров       | редник           | 36 | 15 ноември 1916 г. |                              |
| 4.  | П. Стерьов Иванов          | редник           | 30 | 15 ноември 1916 г. |                              |
| 5.  | Никола Г. Лабаничеров      | редник           | 38 | 15 ноември 1916 г. |                              |
| 6.  | Радой П. Капцидов          | редник           | 28 | 15 ноември 1916 г. |                              |
| 7.  | Андон Атанасов Поповски    | редник           | 32 | 15 ноември 1916 г. | Починал - 15 август 1917 г.  |
| 8.  | Ламбро М. Кръстев          | редник           | 20 | 12 ноември 1916 г. |                              |
| 9.  | Лазо Г. Прандов            | редник           | 31 | 12 ноември 1916 г. |                              |
| 10. | Пандо К. Христов           | редник           | 38 | 12 ноември 1916 г. |                              |
| 11. | Ильо Р. Василев            | редник           | 30 | 12 ноември 1916 г. |                              |
| 12. | Кръсто Кардашев (Кардашов) | редник           | 20 | 12 ноември 1916 г. | Починал - 1 декември 1917 г. |
| 13. | Тодор К. Наумов            | редник           | 19 | 12 ноември 1916 г. |                              |

След войната много жители на Смърдеш се изселват в България (по официален път 24 семейства с 59 души).
Боривое Милоевич пише в 1921 година („Южна Македония“), че Смърдеш (Смрдеш) има 240 къщи славяни християни.
В 1927 година селото е прекръстено на Кристалопиги. Селото пострадва значително по време на Втората световна война, а през Гръцката гражданска война всичките му жители се изселват в Югославия и другите социалистически страни. В преброяването от 1951 година е обявено за запуснато. По-късно гръцките власти заселват в Кристалопиги номадски влашки семейства от Теспротия и околностите на Превеза, които се заселват и в съседните изоставени български села като Въмбел (Мосхохори), Косинец (Йеропиги) и Дъмбени (Дендрохори).
Според изследване от 1993 година селото е чисто влашко.
В селото има четири църкви – старата „Свети Безсребреници“, „Свети Димитър“ (1870), „Свети Георги“ (1890) и „Свето Успение Богородично“ (1970).
| Име                            | Име              | Ново име         | Ново име           | Описание                                                |
| ------------------------------ | ---------------- | ---------------- | ------------------ | ------------------------------------------------------- |
| Самовица Грека                 | Σαμοβίτσα Γκρέκα | Монахикон        | Μοναχικόν          | връх в Дъмбенската планина на Ю от Смърдеш (1548 m)     |
| Скърка                         | Σκάρκα           | Аномали          | Άνώμαλη            | връх в Дъмбенската планина на Ю от Смърдеш (1506 m)     |
| Бикова чешма или Бишкова чешма | Μπίσκοβα Τσέσμα  | Пиги             | Πηγή               | река в Дъмбенската планина на Ю от Смърдеш              |
| Вълкана чешма                  | Βολκάνα Τσέρμα   | Ликовриси        | Λυκόβρυση          | местност в Дъмбенската планина на И от Смърдеш          |
| Попова нива                    | Πόποβα Νίβα      | Пападохорафа     | Παπαδοχώραφα       | връх в Дъмбенската планина на И от Смърдеш              |
| Плочине                        | Πλότσινε         | Плака            | Πλάκα              | местност в Дъмбенската планина на И от Смърдеш          |
| Буче                           | Μπούτσι          | Анемодармени     | Άνεμοδαρμένη       | връх в Дъмбенската планина на СИ от Смърдеш (1753 m)    |
| Супур                          | Σούπουρ          | Микро Неро       | Μικρό Νερό         | извор на СИ от Смърдеш, И под връх Руселица (1502 m)    |
| Ляпка                          | Λιάπκνα          | Рема             | Ρέμα               | река в Корбец на СЗ от Смърдеш                          |
| Корбец                         | Γκόρμπες         | Камбура          | Καμπούρα           | връх в Корбец на С от Смърдеш и на ЮЗ от Върба (1582 m) |
| Скърката                       | Σκάρκατα         | Лимери           | Λημέρι             | връх в Корбец на С от Смърдеш                           |
| Васило нива                    | Βασίλο Νίβα      | Хорафа ту Васили | Χωράφια τοΰ Βασίλη | местност в Корбец на СЗ от Смърдеш                      |
| Липовец                        | Λιποβέτσι        | Мосховриси       | Μοσχοβρύση         | извор в Корбец на С от Смърдеш                          |
| Корбец                         | Κορμπέτσι        | Мавровуни        | Μαυροβούνι         | връх в Корбец на С от Смърдеш и на СЗ от Върба (1611 m) |
| Камна                          | Κάμνα            | Петромата        | Πετρώματα          | местност в Корбец на С от Смърдеш и на З от Върба       |
| Калидаг                        | Κάλι Ντάγ        | Макрилофос       | Μακρύλοφος         | връх в Корбец на С от Смърдеш и на З от Върба (1640 m)  |

Преброявания
- 1913 – 1488 жители
- 1920 – 718 жители
- 1928 – 598 жители
- 1940 – 624 жители
- 1951 – 0 жители
- 1961 – 364 жители
- 1971 – 309 жители
- 1981 – 265 жители
- 1991 – 213 жители
- 2001 - 573 жители
- 2011 - 314 жители

## Личности
В Смърдеш са родени редица български дейци, най-изявени сред които са българският революционер и главен войвода на Вътрешната македоно-одринска революционна организация в Костурско Васил Чекаларов, българският лекар, кмет на Пловдив Панайот Костов, войводата на ВМОРО Пандо Кляшев, българският учен, преподавател в Медицинския факултет на Софийския университет, деец на Македонската федеративна организация и ВМРО (обединена) Филип Атанасов и други.